# Raul Hellberg

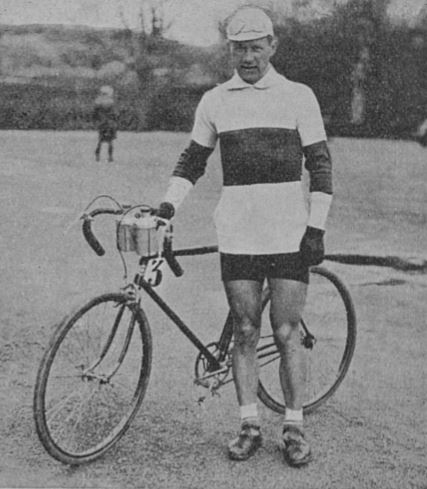
Raul Hellberg inför tävlingen Nokia-ajo 1928.

Raul Edward Hellberg, född 15 december 1900 i Borgå, död där 30 oktober 1985, var en finländsk företagare och tävlingscyklist. Han var bror till Rakel Wihuri.
Hellberg slog 1926 igenom som Finlands ledande landsvägscyklist och tävlade 1927 för första gången i Sverige, då han vid nordiska mästerskapet i Stockholm överraskande slog samtliga svenska deltagare och blev tvåa efter dansken Henry Hansen. Är 1928 blev han tvåa i Osloloppet vilket han vann 1930, då han även i Köpenhamn erövrade nordiska mästerskapet. Sitt andra nordiska mästerskap vann han 1932 i Stockholm, då emellertid Sveriges och Danmarks bästa cyklister var frånvarande på grund av deltagande i Los Angeles-spelen. Vid Olympiska sommarspelen 1928 i blev han tionde man. Han vann 24 finska mästerskap.
Hellberg grundade 1926 Oy Raul Hellberg Ab i Borgå (med filialer i Helsingfors), en av Finlands mest kända affärer inom cykelbranschen. Han var 1926–1938 styrelseledamot i Finlands Cykelförbund. Han utgav en cykelbok, Pyöräkirja (1933, flera upplagor).

## Utmärkelser
- Finlands idrottskulturs förtjänstkors i guld,  1951[4]

[Redigera Wikidata]